# Listă de municipalități din Álava

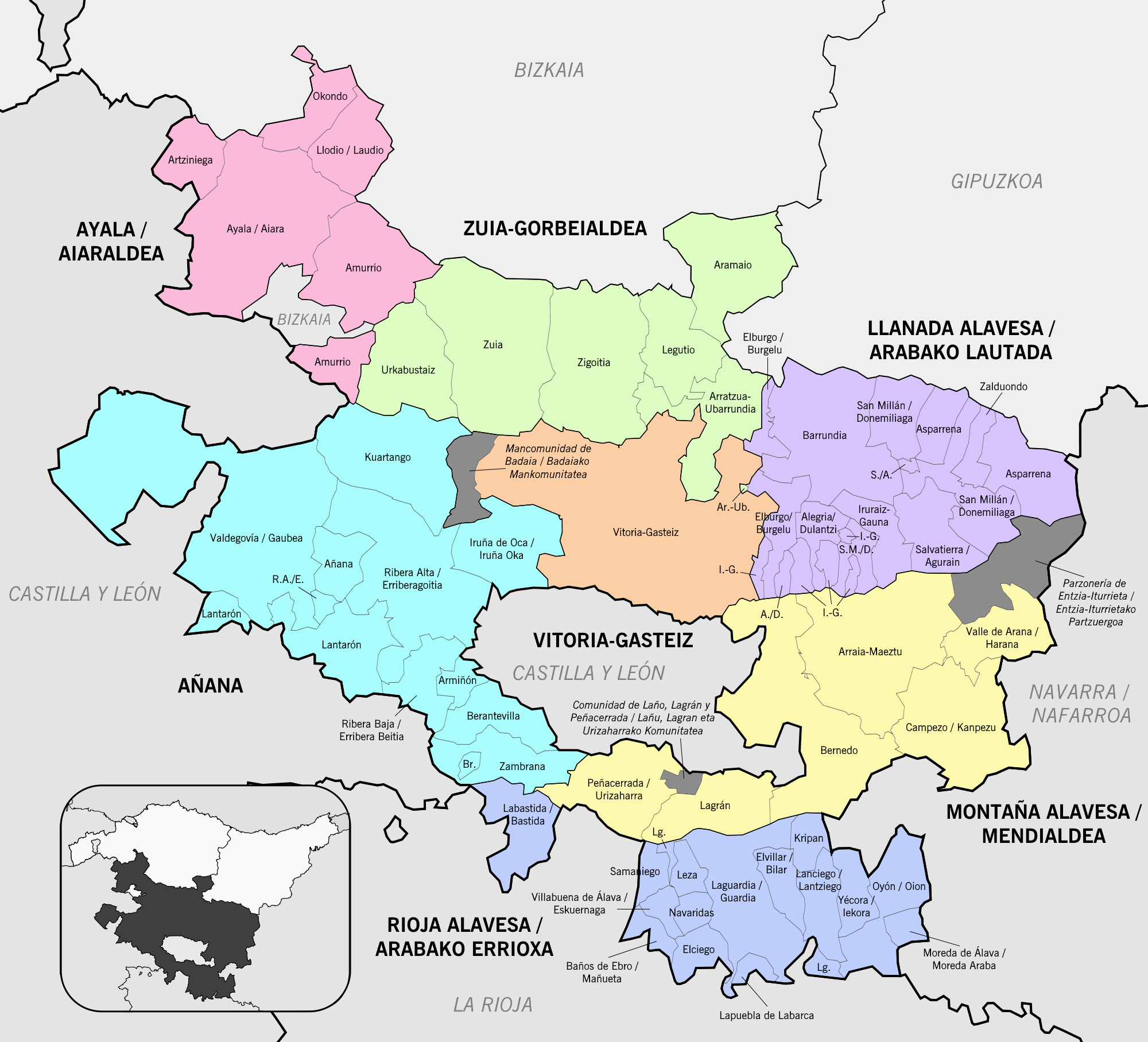
Harta de comune și de cuadrillas ale provinciei Álava

Aceasta este o listă a localităților cu numărul de locuitori din provincia Álava, din comunitatea autonomă Țara Bascilor, Spania.
| Nume spaniol        | Nume oficial                   | Populație (2022) | Suprafață (km²) | Densitate (loc./km²) | Stemă |
| ------------------- | ------------------------------ | ---------------- | --------------- | -------------------- | ----- |
| Alegría de Álava    | Alegría-Dulantzi               | 2960             | 19,95           | 148,37               |       |
| Amurrio             | Amurrio                        | 10 281           | 96,30           | 106,76               |       |
| Añana               | Añana                          | 156              | 21,92           | 7,12                 |       |
| Aramayona           | Aramaio                        | 1431             | 73,02           | 19,60                |       |
| Arceniega           | Artziniega                     | 1810             | 27,29           | 66,32                |       |
| Armiñón             | Armiñón                        | 235              | 12,97           | 18,12                |       |
| Arraya-Maestu       | Arraia-Maeztu                  | 804              | 123,11          | 6,53                 |       |
| Arrazua-Ubarrundia  | Arratzua-Ubarrundia            | 1031             | 57,56           | 17,91                |       |
| Aspárrena           | Asparrena                      | 1637             | 65,34           | 25,05                |       |
| Ayala               | Ayala/Aiara                    | 2921             | 140,97          | 20,72                |       |
| Baños de Ebro       | Baños de Ebro/Mañueta          | 296              | 9,50            | 31,16                |       |
| Barrundia           | Barrundia                      | 914              | 97,42           | 9,38                 |       |
| Berantevilla        | Berantevilla                   | 452              | 35,75           | 12,64                |       |
| Bernedo             | Bernedo                        | 560              | 130,48          | 4,29                 |       |
| Campezo             | Campezo/Kanpezu                | 1094             | 85,36           | 12,82                |       |
| Cigoitia            | Zigoitia                       | 1822             | 102,09          | 17,85                |       |
| Cripán              | Kripan                         | 176              | 12,52           | 14,06                |       |
| Cuartango           | Kuartango                      | 421              | 84,32           | 4,99                 |       |
| Elburgo             | Elburgo/Burgelu                | 629              | 32,09           | 19,60                |       |
| Elciego             | Elciego                        | 971              | 16,26           | 59,72                |       |
| Elvillar            | Elvillar/Bilar                 | 316              | 17,50           | 18,06                |       |
| Iruña de Oca        | Iruña Oka/Iruña de Oca         | 3551             | 53,24           | 66,70                |       |
| Iruraiz-Gauna       | Iruraiz-Gauna                  | 537              | 47,13           | 11,39                |       |
| Labastida           | Labastida/Bastida              | 1538             | 38,11           | 40,36                |       |
| Lagrán              | Lagrán                         | 175              | 45,62           | 3,84                 |       |
| Laguardia           | Laguardia                      | 1483             | 80,94           | 18,32                |       |
| Lanciego            | Lanciego/Lantziego             | 724              | 24,25           | 29,86                |       |
| Lantarón            | Lantarón                       | 931              | 67,45           | 13,80                |       |
| Lapuebla de Labarca | Lapuebla de Labarca            | 870              | 6,05            | 143,80               |       |
| Leza                | Leza                           | 217              | 9,92            | 21,88                |       |
| Llodio              | Laudio/Llodio                  | 17 906           | 37,73           | 474,58               |       |
| Moreda de Álava     | Moreda de Álava/Moreda Araba   | 216              | 8,67            | 24,91                |       |
| Navaridas           | Navaridas                      | 200              | 8,92            | 22,42                |       |
| Oquendo             | Okondo                         | 1187             | 29,85           | 39,77                |       |
| Oyón                | Oyón-Oion                      | 3408             | 45,18           | 75,43                |       |
| Peñacerrada         | Peñacerrada-Urizaharra         | 310              | 62,15           | 4,99                 |       |
| Ribera Alta         | Erriberagoitia/Ribera Alta     | 820              | 119,82          | 6,84                 |       |
| Ribera Baja         | Erriberabeitia                 | 1416             | 25,31           | 55,95                |       |
| Salvatierra         | Agurain/Salvatierra            | 5069             | 37,77           | 134,21               |       |
| Samaniego           | Samaniego                      | 311              | 10,58           | 29,40                |       |
| San Millán          | San Millán/Donemiliaga         | 718              | 85,41           | 8,41                 |       |
| Urcabustaiz         | Urkabustaiz                    | 1408             | 60,85           | 23,14                |       |
| Valdegovía          | Valdegovía/Gaubea              | 1097             | 238,23          | 4,60                 |       |
| Valle de Arana      | Harana/Valle de Arana          | 226              | 39,12           | 5,78                 |       |
| Villabuena de Álava | Villabuena de Álava/Eskuernaga | 291              | 8,48            | 34,32                |       |
| Villarreal de Álava | Legutio                        | 2017             | 45,85           | 43,99                |       |
| Vitoria             | Vitoria-Gasteiz                | 253 672          | 276,98          | 915,85               |       |
| Yécora              | Yécora/Iekora                  | 247              | 18,80           | 13,14                |       |
| Zalduendo de Álava  | Zalduondo                      | 195              | 11,88           | 16,41                |       |
| Zambrana            | Zambrana                       | 425              | 39,57           | 10,74                |       |
| Zuya                | Zuia                           | 2330             | 122,58          | 19,01                |       |